# Comté de Highlands
Pour les articles homonymes, voir Highland.
Le comté de Highlands (en anglais : Highlands County) est un comté situé dans l'État de Floride, aux États-Unis. En 2020, la population était estimée à 101 235 habitants. Son siège est Sebring. Le comté a été fondé en 1921 à partir du comté de DeSoto

## Comtés adjacents
- Comté d'Osceola (nord)
- Comté d'Okeechobee (est)
- Comté de Glades (sud)
- Comté de Charlotte (sud-ouest)
- Comté de DeSoto (ouest)
- Comté de Hardee (ouest)
- Comté de Polk (nord-ouest)

## Principales villes
- Avon Park
- Lake Placid
- Sebring

## Préservation de la nature
- Refuge faunique national et zone de conservation Everglades Headwaters
- Parc d'État Highlands Hammock

## Démographie
| Groupe                           | Comté de Highlands | Floride | États-Unis |
| -------------------------------- | ------------------ | ------- | ---------- |
| Blancs                           | 81,0               | 75,0    | 72,4       |
| Afro-Américains                  | 9,4                | 16,0    | 12,6       |
| Autres                           | 5,5                | 3,7     | 6,4        |
| Métis                            | 2,2                | 2,5     | 2,9        |
| Asiatiques                       | 1,5                | 2,4     | 4,8        |
| Amérindiens                      | 0,5                | 0,4     | 0,9        |
| Total                            | 100                | 100     | 100        |
|                                  |                    |         |            |
| Hispaniques et Latino-Américains | 17,4               | 22,5    | 16,7       |

Selon l'American Community Survey, en 2010 82,09 % de la population âgée de plus de 5 ans déclare parler l'anglais à la maison, 14,55 % déclare parler l'espagnol, 0,63 % un créole français, et 2,73 % une autre langue.
| 1930  | 1940  | 1950   | 1960   | 1970   | 1980   |
| ----- | ----- | ------ | ------ | ------ | ------ |
| 9 192 | 9 246 | 13 636 | 21 338 | 29 507 | 47 526 |

| 1990   | 2000   | 2010   | - | - | - |
| ------ | ------ | ------ | - | - | - |
| 68 432 | 87 366 | 98 786 | - | - | - |